# Großsteingräber bei Preetz
Die Großsteingräber bei Preetz waren drei megalithische Grabanlagen der jungsteinzeitlichen Trichterbecherkultur bei Preetz, einem Ortsteil von Lancken-Granitz im Landkreis Vorpommern-Rügen (Mecklenburg-Vorpommern). Sie wurden vermutlich im 19. Jahrhundert zerstört.

## Forschungsgeschichte
Die Existenz der Gräber wurde in den 1820er Jahren durch Friedrich von Hagenow erfasst und ihre Lage auf der 1829 erschienenen Special Charte der Insel Rügen vermerkt. In von Hagenows handschriftlichen Notizen, die den Gesamtbestand der Großsteingräber auf Rügen und in Neuvorpommern erfassen sollten und die 1904 von Rudolf Baier veröffentlicht wurden, fehlen die Anlagen allerdings. Sie blieben auch bei späteren Zusammenstellungen der Großsteingräber Mecklenburg-Vorpommerns unberücksichtigt, da sich die Forscher immer nur auf die von Baier publizierte Liste stützten und weniger auf von Hagenows Karte.

## Lage
Die Gräber befanden sich nach von Hagenows Karte südlich von Preetz auf einem Feld. Das mittlere Grab lag etwa 100 m südlich des nördlichen Grabs. Beide Standorte liegen heute am Rand eines kleinen Waldstücks. Das dritte Grab lag etwa 100 m südwestlich des mittleren Grabs.

## Beschreibung
Vermutlich handelte es sich bei den Gräbern um Großdolmen, da fast alle bekannten Großsteingräber Rügens diesem Typ angehören. Nach den Kartensignaturen dürften das nördliche und das mittlere Grab nord-südlich orientierte Hünenbetten und das südliche eine steinerne Umfassung besessen haben. Zu den Maßen der Anlagen liegen keine Angaben vor.